# (You Gotta) Fight for Your Right (To Party!)
"(You Gotta) Fight for Your Right (To Party!)" är en låt av Beastie Boys från albumet Licensed to Ill (1986). Låten nådde nummer sju på Billboard Hot 100. Beastie Boys har inte framfört den sedan 1987.
Gitarrsolot spelas av Kerry King, gitarrist i Slayer.